# Южная лужайка

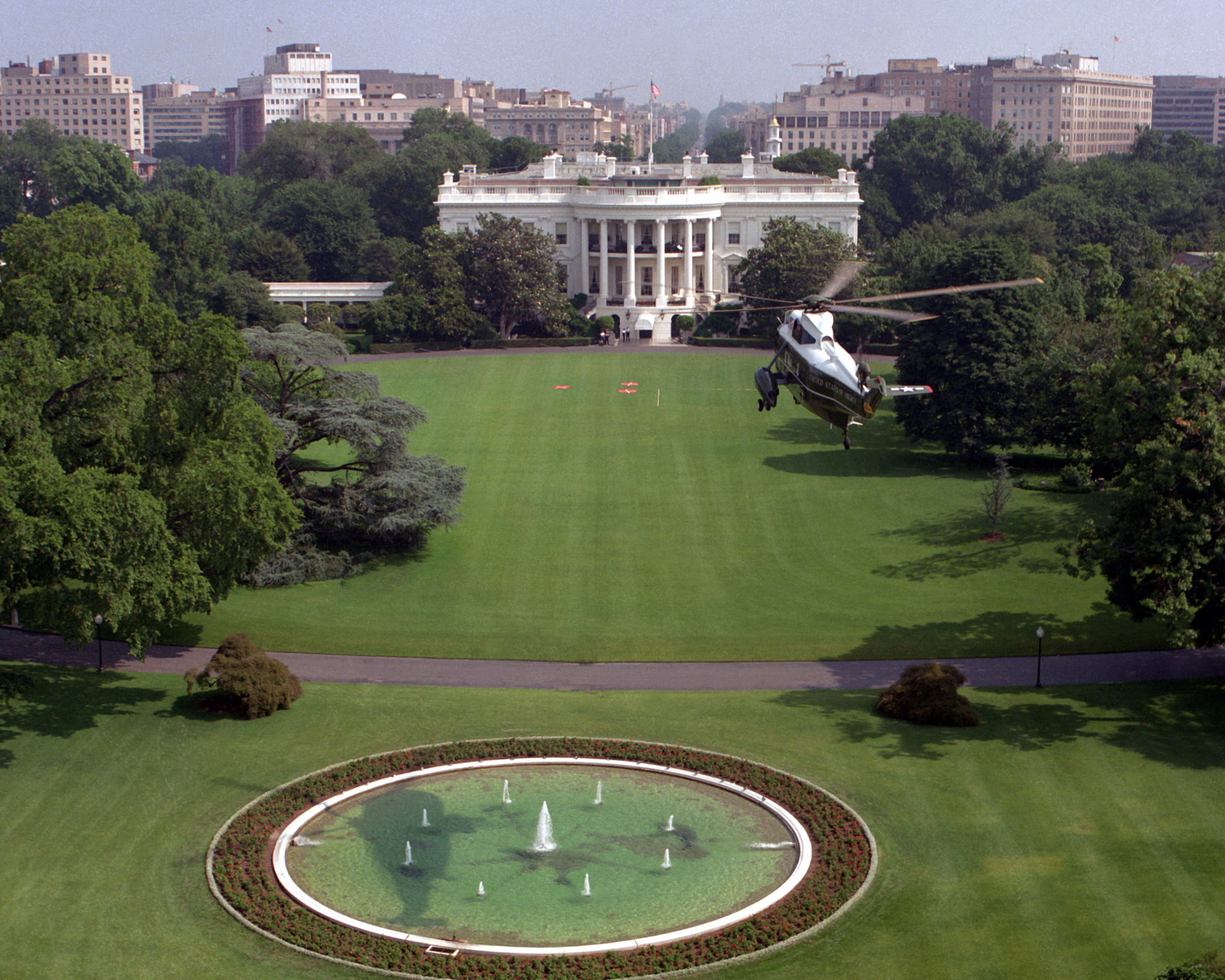
Вертолёт Президента США Marine One приземляется на Южной лужайке в июле 1987 года

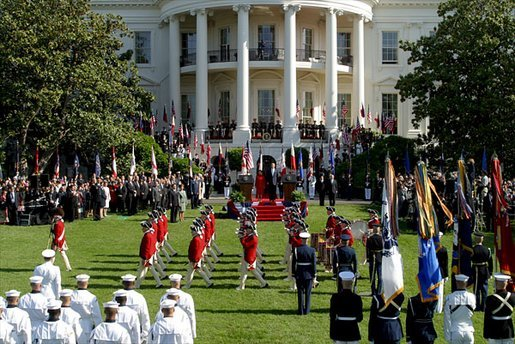
Государственная церемония прибытия президента Филиппин Глории Макапагал Арройо в мае 2003 г.

Южная лужайка Белого дома в Вашингтоне, находится к югу от здания и граничит на востоке с Ист-Экзекьютив-драйв и зданием Казначейства, на западе с Вест-Экзекьютив-драйв и Старым административным зданием (Executive Office Building), проходит вдоль изогнутого южного периметра по Саут-Экзекьютив-Драйв и большой круглой общественной лужайки под названием «Эллипс» (The Ellipse).
Адрес Белого дома — 1600 Пенсильвания-авеню, и северная лужайка выходит на Пенсильвания-авеню. Поэтому Южную лужайку иногда называют задней лужайкой Белого дома.

## Описание и использование

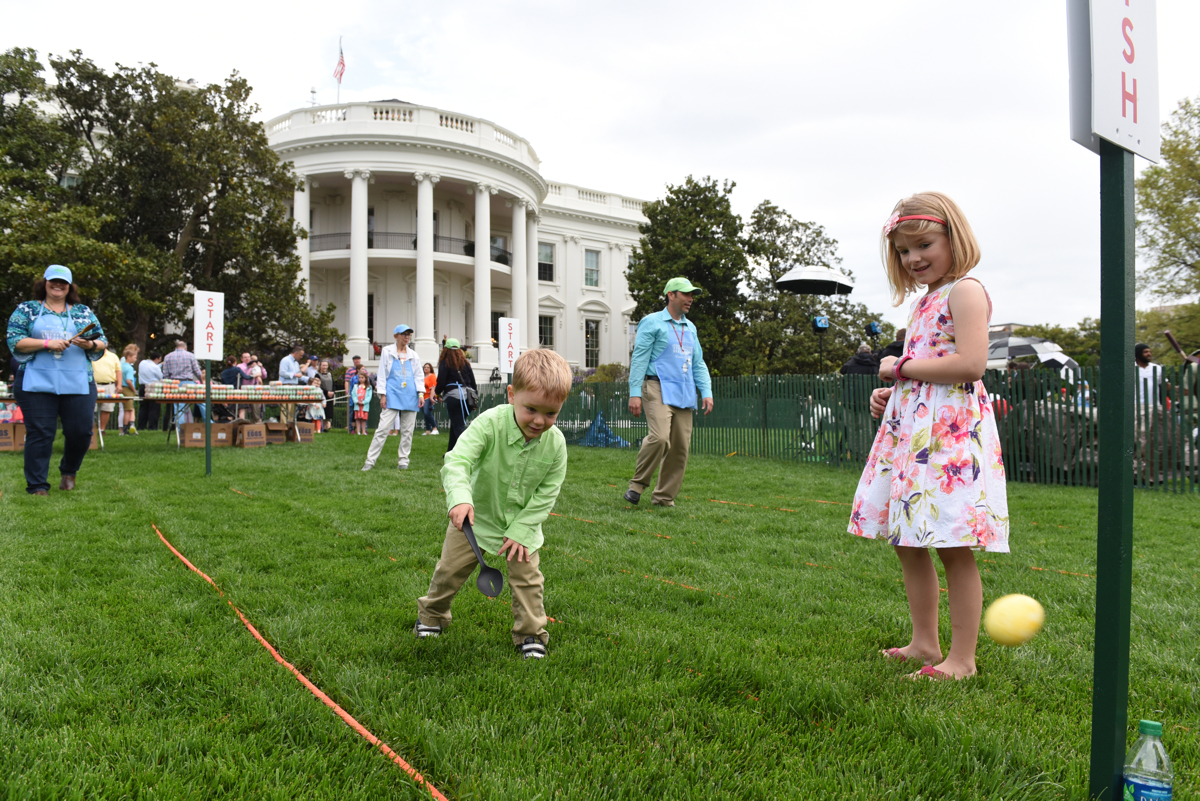
Пасхальное Катание яиц на Южной лужайке в апреле 2017 года

Южная лужайка проходила с севера на юг от Белого дома и была открыта для публики до Второй мировой войны. Сейчас она закрыта как часть территории Белого дома. На лужайке проводятся церемонии государственных визитов и неформальные собрания, включая ежегодный конкурс по катанию яиц, Хэллоуин и барбекю для персонала. Президентский вертолёт Marine One также взлетает и приземляется на Южной лужайке.

## История и дизайн

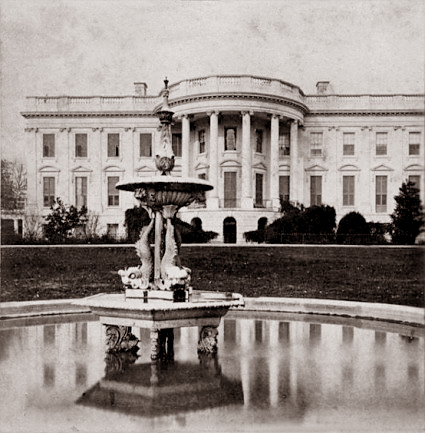
Стереофотография, изображающая самый ранний фонтан на Южной лужайке, около 1868 года

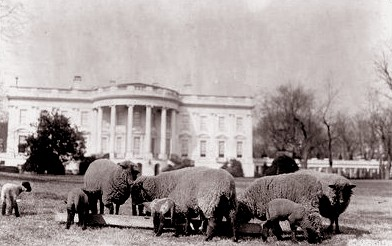
Овцы пасутся на Южной лужайке во время правления Вудро Вильсона около 1914 года

В 1800 году территория Южной лужайки представляла собой открытый луг, постепенно спускавшийся к большому болоту, ручью Тайбер-Крик и реке Потомак за ним. Томас Джефферсон завершил планировку Южной лужайки, сделав насыпи по обе стороны центральной лужайки. Джефферсон, работая с архитектором Бенджамином Генри Латроубом, расположил триумфальную арку как главную точку входа на территорию к юго-востоку от Белого дома. План Вашингтона, составленный Пьером-Шарлем Ланфаном в 1793 году, показывает расположение террасных торжественных садов, спускающихся к Тайбер-Крик. Позже, в 1850 году, ландшафтный дизайнер Эндрю Джексон Дэвис попытался смягчить геометрию плана Ланфана, добавив полукруглую южную границу и извилистые дорожки. Изменения Дэвиса включали расширение Южной лужайки, создание окаймленной густыми кустарниками и деревьями большой круглой лужайки под названием «Парад или Президентский парк». Во время правления Улисса Гранта болото на юге было осушено, а Южная лужайка получила дополнение от 8 футов (2,4 м) до 10 футов (3,0 м) насыпи, чтобы спуск к Потомаку был более плавным.
Во время Ратерфорда Хейса и первого срока Гровера Кливленда Корпус инженеров армии США использовался для изменения конфигурации Южной лужайки и создания нынешних её границ. Теодор Рузвельт нанял архитектурную фирму Мак Ким, Мид и Уайт для реконфигурации и перестройки частей Белого дома в 1902 году. Его убедили убрать комплекс стеклянных строений викторианской эпохи, построенных на Западной колоннаде и на месте Западного крыла. В 1934 году президент Франклин Рузвельт поручил Фредерику Лоу Олмстеду-младшему оценить территорию и рекомендовать изменения. Олмстед хотел предложить президентам и их семьям некоторую степень конфиденциальности, совмещенную с требованием общественной доступности Белого дома. План Олмстеда представлял ландшафт в основном таким, каким он выглядит сегодня — сохранение или посадка новых крупных деревьев и кустарников по периметру для создания визуальной изоляции, но доступный обзор дома с севера и юга. Газон засадили тростниковой овсяницей.

## Садоводство

### Виды деревьев

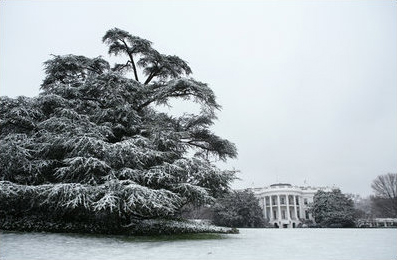
Снег на Атласском кедре на Южной лужайке в январе 2007 года

Среди деревьев Южной лужайки есть самые ранние выжившие посаженные президентом — магнолии (Magnolia grandiflora) Эндрю Джексона по обе стороны от южного портика, клен японский, вяз американский, дуб белый, магнолия белая, кедр атласский, клён сахарный и дуб красный.

### Сезонные посадки
Бассейн и фонтан на Южной лужайке сезонно засеивают тюльпанами, окаймлёнными луком армянским весной, пелагорией и морской якобеей летом и хризантемой осенью.

## Интересные объекты

### Церемониальные сады
Два парадных сада Белого дома, Розарий (Rose Garden) и Сад Жаклин Кеннеди (Jacqueline Kennedy Garden), выходят на Южную лужайку. Розарий, иногда называемый «Садом президента». Он расположен к юго-западу от главной резиденции вдоль западной колоннады недалеко от Овального кабинета. Сад Жаклин Кеннеди расположен к юго-востоку от главной резиденции вдоль восточной колоннады. Леди Бёрд Джонсон назвала сад в честь Жаклин Кеннеди 22 апреля 1965 года. Некоторые более поздние администрации называли его «Садом первой леди».

### Теннисный корт и баскетбольная площадка

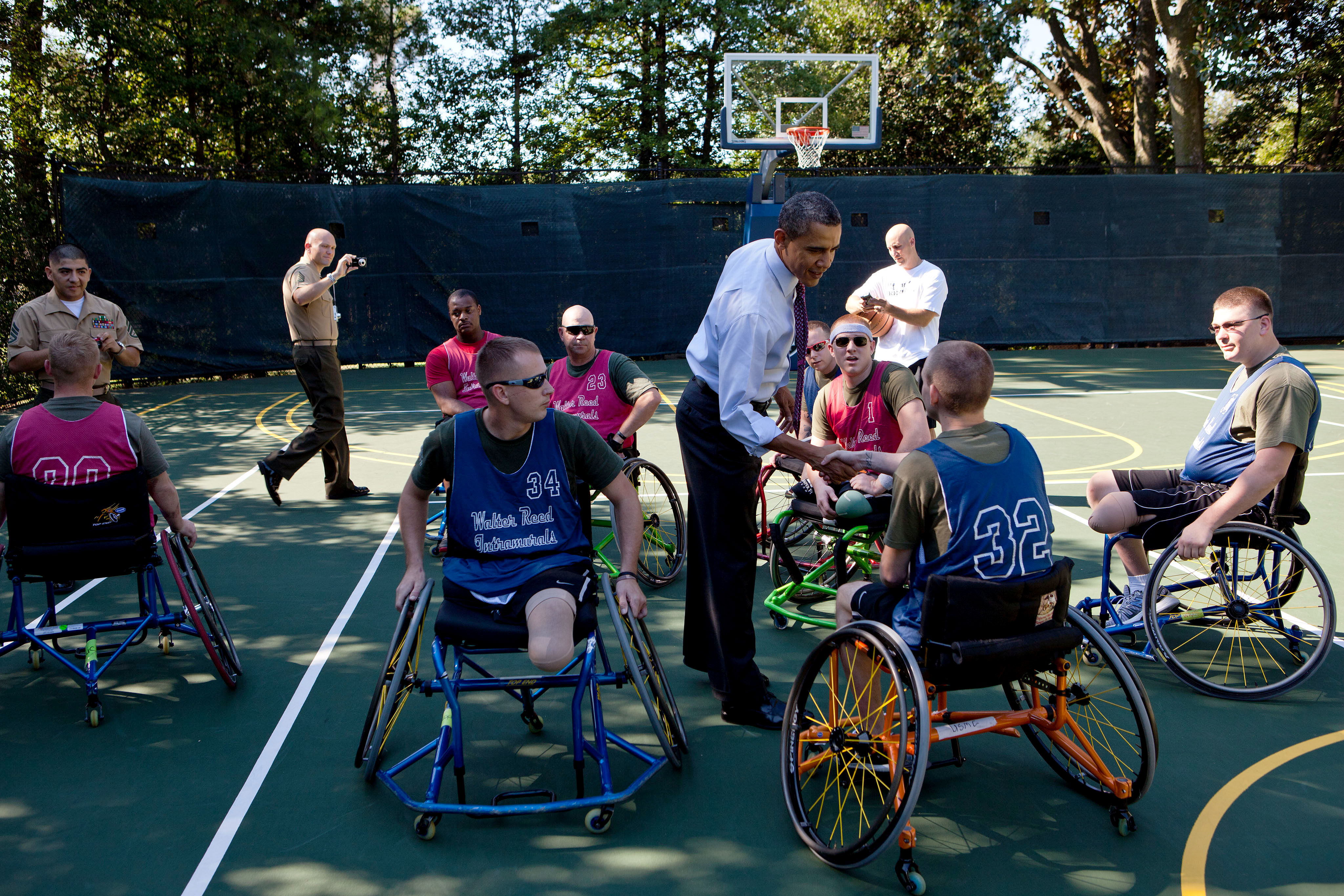
Президент Обама приветствует раненых воинов на баскетбольной площадке в 2011 году.

Теннисный корт на южной лужайке был открыт во времена Теодора Рузвельта. С тех пор корт несколько раз перемещали, и в итоге он оставлен в юго-западной части. Президент Обама открыл баскетбольные площадки и съёмные корзины чтобы играть в полноразмерный баскетбол. К западу от теннисного корта и баскетбольной площадки расположена баскетбольная площадка в половину размера. Там же располагалась площадка для игры в метание подковы.

### Бассейн

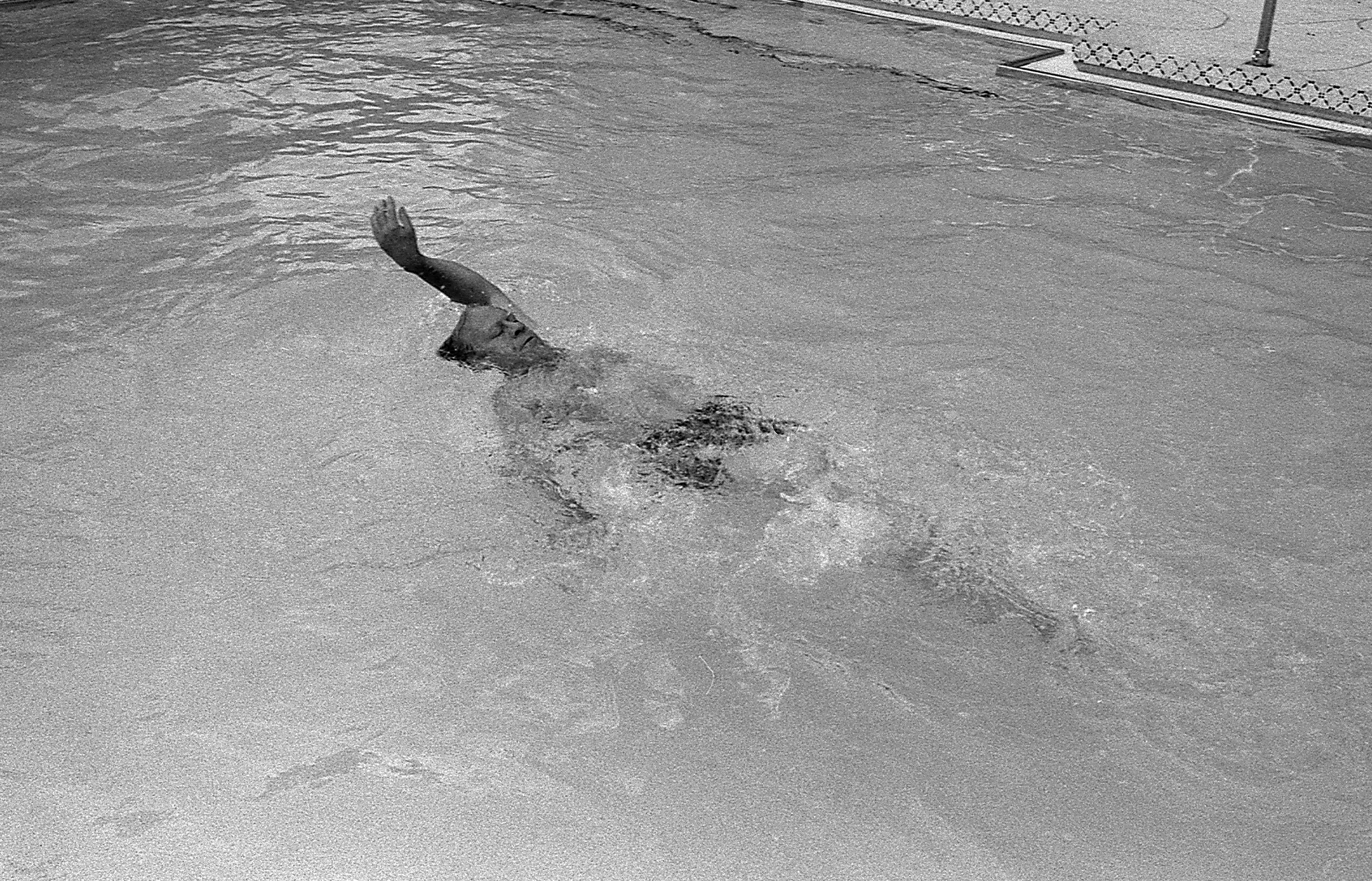
Президент Форд плавает в бассейне Белого дома в июле 1975 года

В 1975 году президент Джеральд Форд установил открытый бассейн. Он расположен к югу от Западного крыла. Позже было пристроено бунгало. Первоначально бассейн Белого дома находился в помещении между главной резиденцией и западным крылом. Однако президент Ричард Никсон превратил его в место для встреч с журналистами, которое известно как Комната брифингов прессы Джеймса Брейди.

### Поле для гольфа

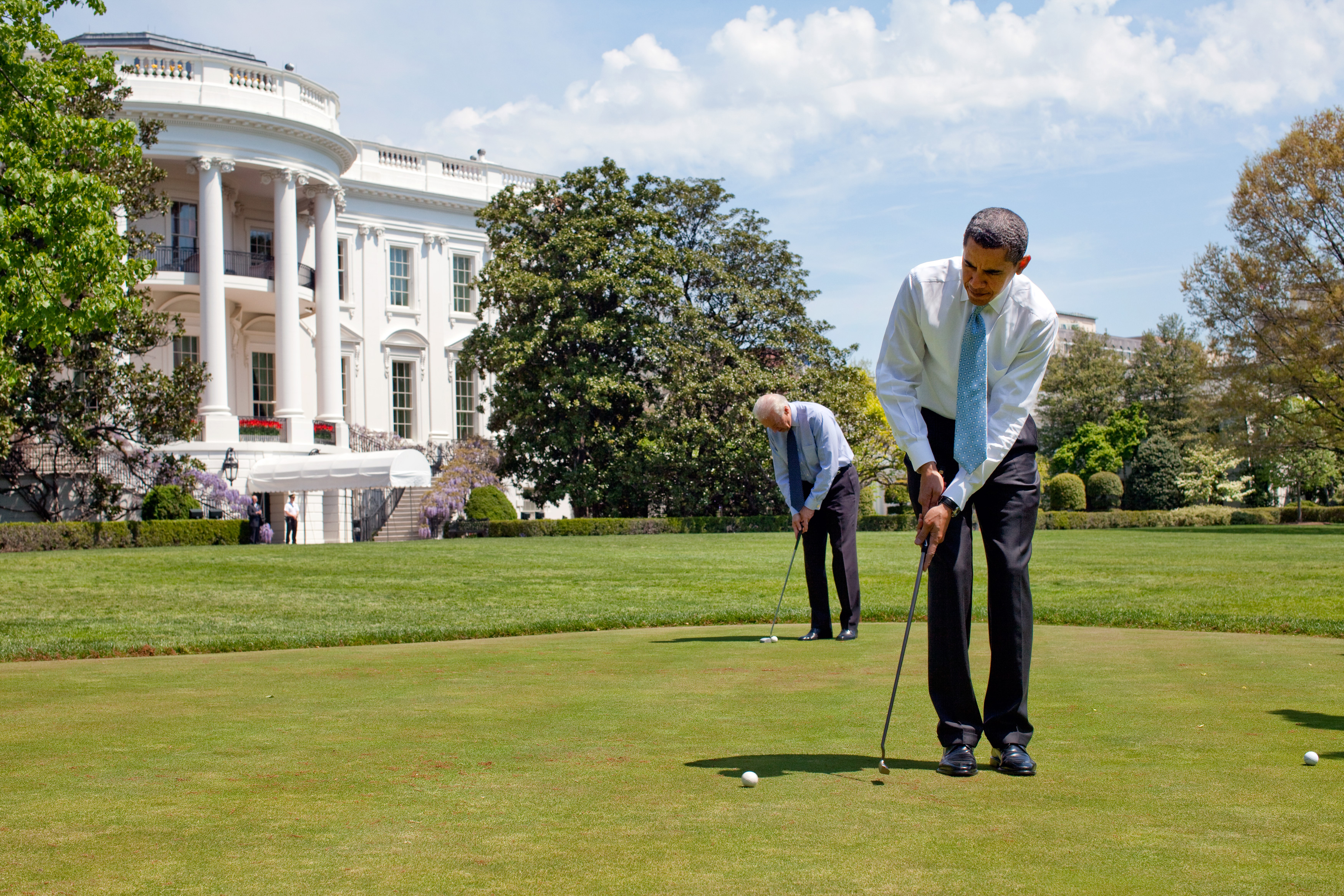
Барак Обама и Джо Байден на поле для гольфа у Белого дома в апреле 2009 года

Поле для гольфа было обустроено в 1954 году заядлым игроком в гольф президентом Эйзенхауэром. Оно было удалено президентом Никсоном и восстановлено президентом Джорджем Бушем-старшим в 1991 году. Однако президент Билл Клинтон перенёс поле на нынешнее его место к югу от Розового сада, в нескольких минутах ходьбы от Овального кабинета.

### Площадка для игры в метание подковы
Площадка для игры в метание подковы была создана на месте нынешней лужайки для гольфа Гарри Трумэном, а позже восстановлена возле бассейна Джорджем Бушем-старшим, который был заядлым игроком. Во время президентства Буша два раза в год проводились турниры по метанию подковы, в которых участвовал обслуживающий персонал, члены их семей и сотрудники администрации. Буш часто демонстрировал мастерство метания подковы иностранным гостям.

### Сад для детей
Сад для детей расположен между теннисным кортом и баскетбольной площадкой в юго-западной части дома. Он был подарком Белому дому в 1968 году от президента Джонсона и его жены. Сад представляет собой уединенное место для детских игр. В саду есть пруд с золотыми рыбками в зоне отдыха. Следы и отпечатки рук детей и внуков президента врезаны в различные камни, составляющие дорожку.

### Вертолетная площадка

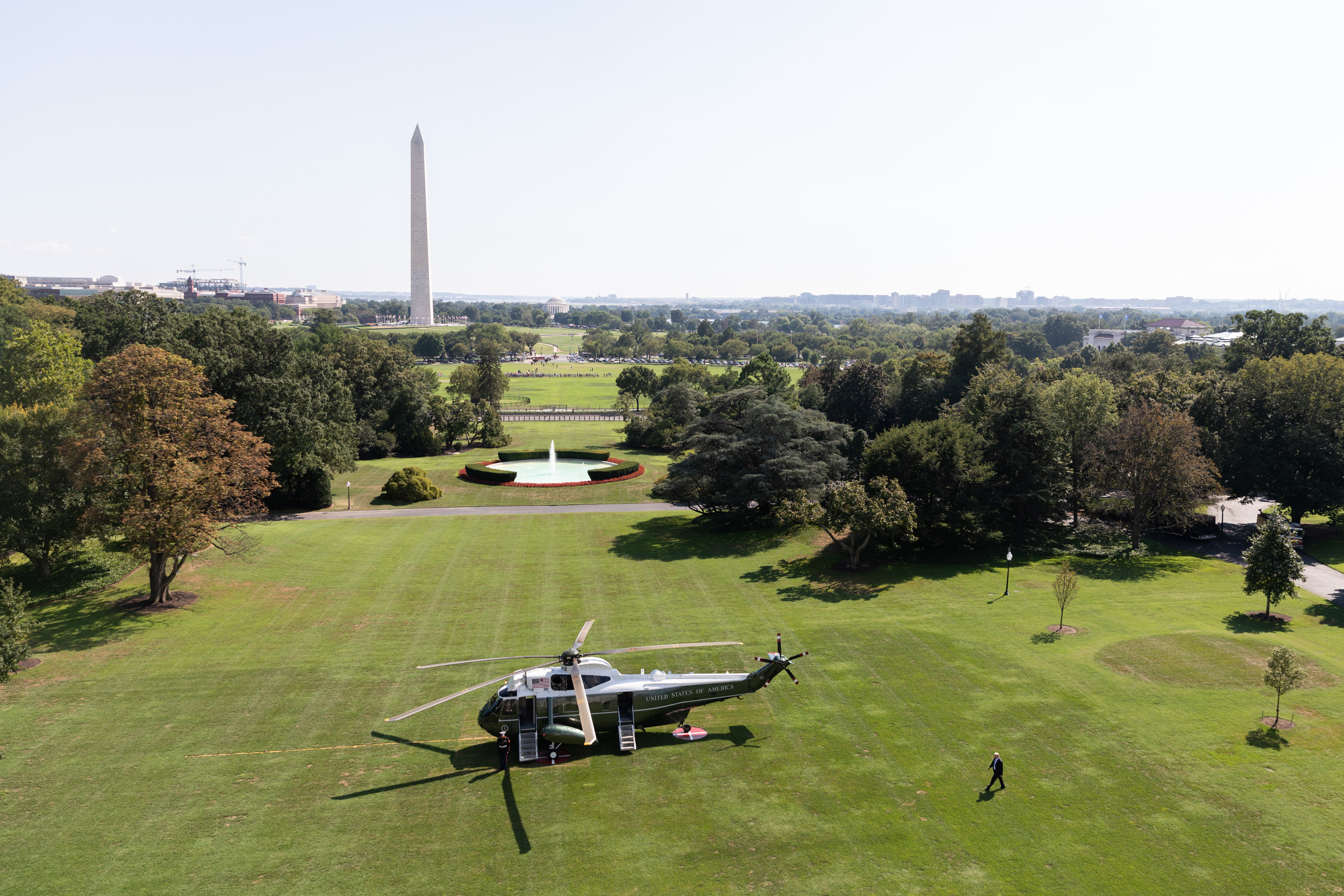
Вертолёт президента на Южной лужайке с памятником Вашингтону (на заднем плане) и Мемориалом Джефферсона (на дальнем плане) в сентябре 2018 года

На южной лужайке к югу от главного здания президентский вертолёт Marine One может приземлиться прямо на территории Белого дома. Из эстетических соображений на газоне нет полноценной вертолётной площадки, а есть три съёмных алюминиевых диска, на которых встаёт шасси вертолёта.

#### Инцидент с вертолётом в Белом доме в 1974 году
Кульминация инцидента с угоном вертолёта с аэродрома Типтон в 1974 году произошла на Южной лужайке.

### Беговая дорожка
В 1993 году Президент Клинтон установил беговую дорожку длиной в четверть мили (0,4 км). Будучи любителем бега, Клинтон регулярно хотел совершать пробежки, но это сильно нарушало движение транспорта в Вашингтоне. Таким образом, дорожка была обустроена рядом с подъездной дорогой к Южной лужайке. При взгляде с расстояния её губчатая поверхность практически неотличима от асфальта подъездной дороги.

### Детская площадка
В 2009 году при президенте Обаме была обустроена детская площадка для двух его детей, Саши и Малии Обамы. Она располагалась к югу от Овального кабинета возле Розового сада. Площадка была демонтирована в конце срока Обамы.

### Огород

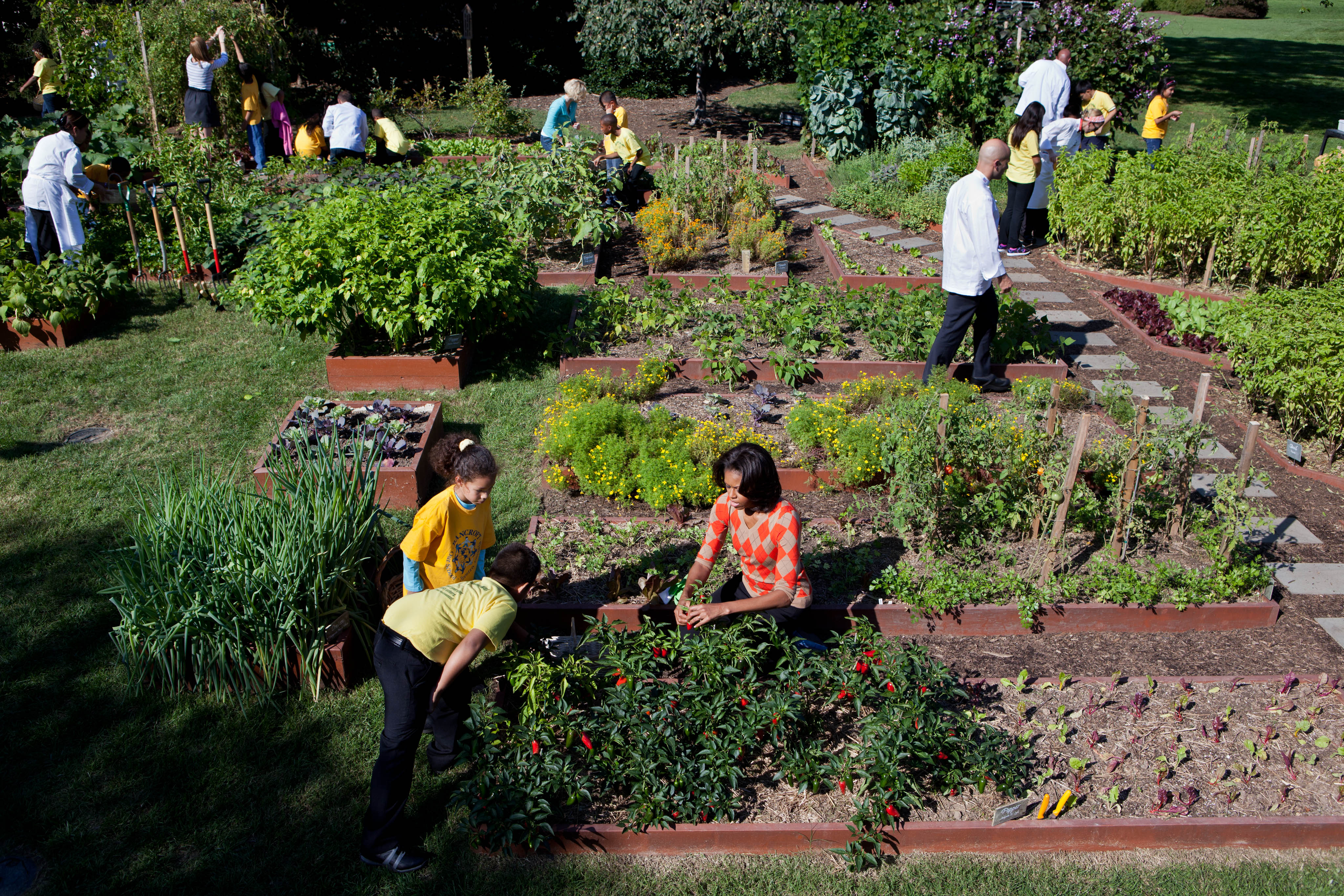
Первая леди Мишель Обама собирает урожай овощей вместе со студентами из Вашингтона в 2011 году

Мишель Обама разбила огород на дальнем конце лужайки во время президентства своего мужа. Выращенные овощи используют в Белом доме для приготовления еды, а также передают в приюты. Супруги Обама также установили улей на южной лужайке.

### Дерево в честь Белло Вуд

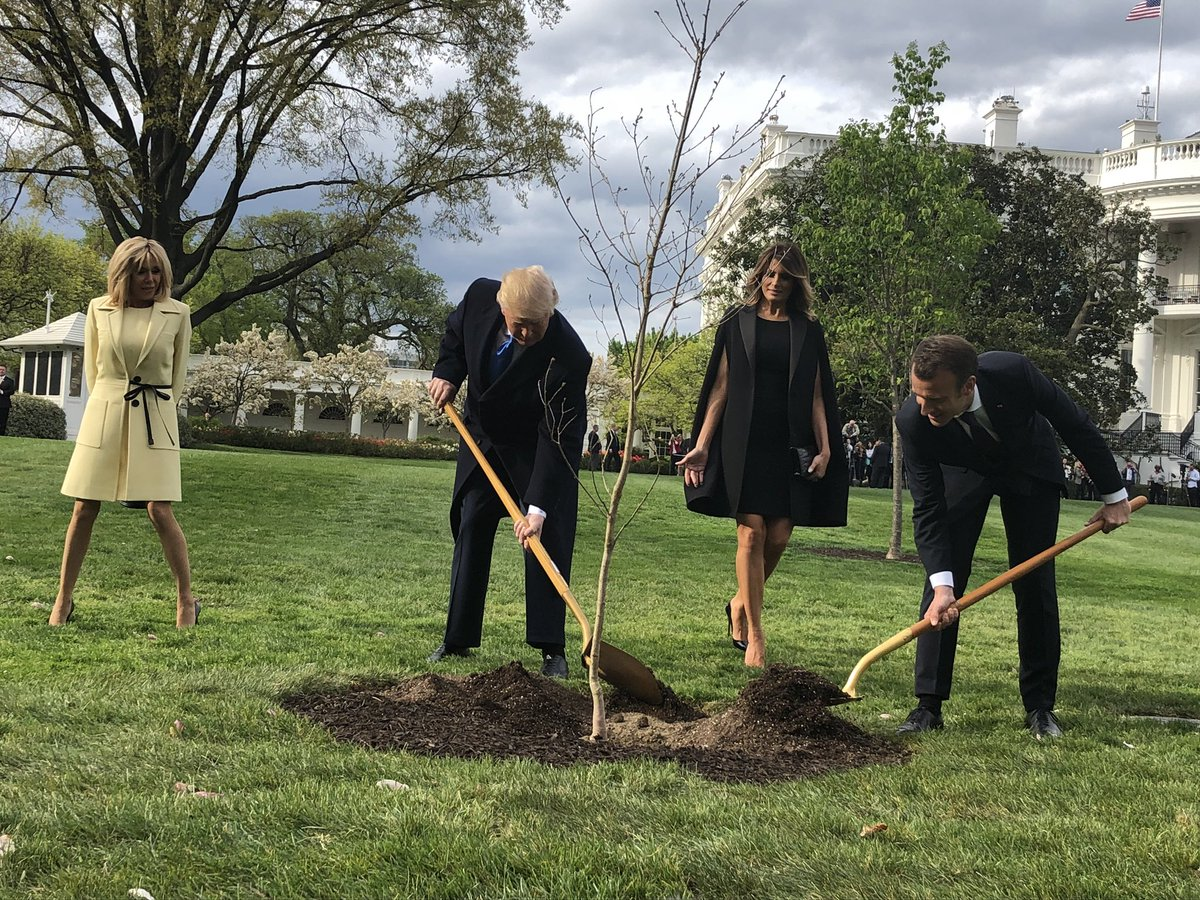
Президент Трамп и президент Франции Эммануэль Макрон сажают дерево на Южной лужайке в ознаменование битвы при Белло Вуд, а Первая леди Мелания Трамп и Бриджит Макрон наблюдают за этим в апреле 2018 года

В 2018 году во время государственного визита президента Франции Эммануэля Макрона в США президент Дональд Трамп и его супруга Мелания, президент Франции Макрон и его жена Брижит посадили «скальный дуб из леса Белло» на Южной лужайке в ознаменование Битвы при Белло Вуд. Первоначально дуб вырос на территории битвы при Белло Вуд во время Первой мировой войны на севере Франции. Вскоре после посадки дерево было отправлено на карантин. Служба инспекции здоровья животных и растений (Animal and Plant Health Inspection Service) при Министерстве сельского хозяйства США заявила, что может потребоваться не менее двух лет мониторинга, прежде чем можно будет снова высадить это и резервное дерево. По данным Le Monde, подаренный Макроном дуб погиб на карантине в 2019 году. Сообщений о состоянии резервного дерева не поступало.